# Dipoena lindholmi
Dipoena lindholmi är en spindelart som först beskrevs av Embrik Strand 1910.  Dipoena lindholmi ingår i släktet Dipoena och familjen klotspindlar.
Artens utbredningsområde är Ukraina. Inga underarter finns listade i Catalogue of Life.